# 阿巴卡尔·萨邦
阿巴卡尔·萨邦（法語：Abakar Sabon）是中非共和国内战中反政府武装中非共和国正义解放者运动的领导人。